# Boyaokro
Boyaokro este o comună din departamentul Kounahiri, regiunea Marahoué, Coasta de Fildeș.